# Comănești
Comănești es una ciudad con estatus de oraș de Rumania en el distrito de Bacău.

## Geografía
Se encuentra a una altitud de 416 m s. n. m. a 323 km de la capital, Bucarest.

## Demografía
Según estimación 2012 contaba con una población de 25 550 habitantes.
| 1948 | 1956   | 1966   | 1977   | 1992   | 2002   | 2012   |
| s/d  | 12 392 | 14 653 | 16 879 | 25 020 | 23 679 | 25 550 |